# Kembé
Kembé – miasto w Republice Środkowoafrykańskiej w prefekturze Basse-Kotto. Miasto jest ośrodkiem administracyjnym podprefektury Kembé. Według danych statystycznych w 2003 r. miasto wraz z całą podprefekturą zamieszkiwało ok. 30 tys. mieszkańców.